# Club Brugge KV
Club Brugge Koninklijke Voetbalvereniging, cunoscut mai bine ca Club Brugge sau FC Bruges, este un club de fotbal din Bruges, Belgia, care evoluează în Prima Ligă Belgiană. Clubul a fost fondat în 1891. Echipa susține meciurile de acasă pe Stadionul Jan Breydel cu o capacitate de 29.062 de locuri, același stadion pe care îl împarte cu rivala locală Cercle Brugge, meciul dintre cele două fiind numit Derbiul Bruges-ului.
Unul dintre cele mai decorate cluburi din fotbalul belgian, Club Brugge KV a câștigat nouăprezece titluri naționale, douăsprezece Cupe Naționale, optsprezece Supercupe și a disputat două finale europene, ambele pierdute. Club Brugge este unul dintre „cei patru mari” cluburi ale Belgiei, alături de Anderlecht Bruxelles, Standard Liège și, în ultimele decenii, Racing Genk. Pentru toate celelalte cluburi, o victorie împotriva unuia dintre cele patru menționate mai sus are o valoare mare a performanței. De asemenea, cele patru entități deplasează cei mai mulți susținători pe stadioane.
De-a lungul istoriei sale, Club Brugge s-a bucurat de mult succes de fotbal european, ajungând la două finale europene și două semifinale europene. Club Brugge este singurul club din Belgia care a jucat până acum finala Cupa Campionilor Europeni (înaintașul actualei UEFA Champions League), pierzând în finalul sezonului 1978 cu Liverpool. Au pierdut și în finala Cupei UEFA din 1976 în fața acelorași adversari. Club Brugge deține numărul record european de participări consecutive la UEFA Europa League (20), numărul record de Cupa Belgiei (11), și numărul record de Supercupa Belgiei (15).

### Coeficientul UEFA
Coeficientul UEFA este utilizat la tragerea la sorți a competițiilor continentale organizate de Uniunea Asociațiilor Europene de Fotbal. Pe baza performanței cluburilor la nivel european timp de cinci sezoane, acest coeficient este calculat folosind un sistem de puncte și este stabilit un clasament. La sfârșitul sezonului 2018-2019, Club Brugge se află pe locul treizeci și șapte.
| Rang | Club              | Coeficient |
| ---- | ----------------- | ---------- |
| 49   | Ludogoreț Razgrad | 25.000     |
| 50   | RSC Anderlecht    | 25.000     |
| 51   | Club Brugge KV    | 24.500     |
| 52   | BSC Young Boys    | 24.000     |
| 53   | Lokomotiv Moscova | 24.000     |

## Lotul acual
La 23 ianuarie 2025.
| Nr. |               | Poziție | Jucător                |
| --- | ------------- | ------- | ---------------------- |
| 2   | Argentina     | F       | Zaid Romero            |
| 4   | Ecuador       | F       | Joel Ordóñez           |
| 8   | Grecia        | A       | Christos Tzolis        |
| 9   | Spania        | A       | Ferran Jutglà          |
| 10  | Norvegia      | M       | Hugo Vetlesen          |
| 14  | Țările de Jos | F       | Bjorn Meijer           |
| 15  | Nigeria       | M       | Raphael Onyedika       |
| 16  | Țările de Jos | P       | Dani van den Heuvel    |
| 17  | Belgia        | A       | Romeo Vermant          |
| 19  | Suedia        | A       | Gustaf Nilsson         |
| 20  | Belgia        | M       | Hans Vanaken (căpitan) |
| 21  | Polonia       | A       | Michał Skóraś          |
| 22  | Belgia        | P       | Simon Mignolet         |

| Nr. |                  | Poziție | Jucător                 |
| --- | ---------------- | ------- | ----------------------- |
| 24  | Nigeria          | F       | Vince Osuji             |
| 27  | Danemarca        | M       | Casper Nielsen          |
| 29  | Belgia           | P       | Nordin Jackers          |
| 30  | Elveția          | M       | Ardon Jashari           |
| 41  | Belgia           | F       | Hugo Siquet             |
| 44  | Belgia           | F       | Brandon Mechele         |
| 55  | Belgia           | F       | Maxim De Cuyper         |
| 58  | Belgia           | F       | Jorne Spileers          |
| 64  | Belgia           | F       | Kyriani Sabbe           |
| 65  | Belgia           | F       | Joaquin Seys            |
| 66  | Coasta de Fildeș | F       | Bi Abdoul Kader Yameogo |
| 68  | Belgia           | A       | Chemsdine Talbi         |

## Palmares și statistici

### Titluri și trofee
| Competiții oficiale | Competiții internaționale |
| - Jupiler Pro League (19) : - Campioni : 1919-20, 1972-73, 1975-76, 1976-77, 1977-78, 1979-80, 1987-88, 1989-90, 1991-92, 1995-96, 1997-98, 2002-03, 2004-05, 2015-16, 2017-18, 2019-20, 2020-21, 2021-22, 2023–24 - Cupa Belgiei (12) : - Câștigători : 1968, 1970, 1977, 1986, 1991 , 1995, 1996 , 2002 , 2004 , 2007 , 2015, 2025 - Supercupa Belgiei (18) : - Câștigători : 1980, 1986, 1988, 1990, 1991, 1992, 1994, 1996, 1998, 2002, 2003, 2004, 2005, 2016, 2018, 2021, 2022, 2025 - Proximus League (4) : - Campioni : 1929, 1935, 1946 și 1949. | - Liga Campionilor : - Finalistă (1) - 1978 - Cupa Cupelor : - Semifinale (1) - 1992 - Cupa UEFA : - Finalistă (1) - 1976 - Conference League - Semifinale (1) - 2023–24 |

## Mascote
Mascota originală a Clubului de Fotbal Brugge este un urs, simbol al orașului Bruges. Alegerea acestui animal este legată de o legendă despre primul conte de Flandra, Baudouin I din Flandra, care ar fi luptat și ar fi învins un urs în tinerețe. Încă de la sfârșitul anului 2000, o a doua mascotă, tot un urs, se plimbă pe teren în timpul meciurilor de acasă pentru a chema suporterii pentru a-și încuraja favoriții. Acești doi urși se numeau Belle și Béné. În 2010, a apărut un al treilea urs. Numit Bibi, el este descris drept copilul primelor două mascote și este mai degrabă orientat către publicul tânăr al stadionului.